# Isak Bergson
Isak Bergson, född 22 september 1878 i Karlstads stadsförsamling i Värmlands län, död 5 mars 1947 i Karlstads domkyrkoförsamling, var en svensk grosshandlare och revyförfattare.
Isak Bergson var son till grosshandlaren Benzion Bergson och Dora Peltin. Efter genomgångna studier vid Karlstads högre allmänna läroverk blev han lagerbokhållare hos firma L Klein i samma stad. I samband med att firma B Bergson & Söner 1900 etablerades blev Isak Bergson resande för företaget. Han blev delägare i firman 1912 och styrelseledamot när företaget blev aktiebolag 1932. Han företog studieresor till Tyskland, Frankrike och England. Han författade också revyer i Karlstad.
Isak Bergson gifte sig 1927 med skådespelaren och författaren Greta Bergson, född Smedberg (1897–1966). Han är far till Marit Bergson, gift med Göran Gentele, båda verksamma inom teatern, samt till Ann Bergson, gift med Dick Romyn, båda konstnärer.